# 野牡丹科
野牡丹科（学名：Melastomataceae）共有约169属，近6000种，分布在全世界的热带和亚热带地区，尤其南美洲种类最多。中国有25属，约156种，主要分布在长江以南各地，有些种类是酸性土壤的指示植物。
本科植物既有乔木、灌木，也有草本或藤本；枝略圆，具刚毛；单叶对生，少数轮生，无托叶；花两性，辐射对称，花瓣4－5；果实为浆果或蒴果，有些种类可供药用或作为观赏花卉。
1981年的克朗奎斯特分类法和1998年根据基因亲缘关系分类的APG 分类法都将其放在桃金娘目中，2003年经过修订的APG II 分类法认为可以和谷木科选择性地合并。

## 圖片

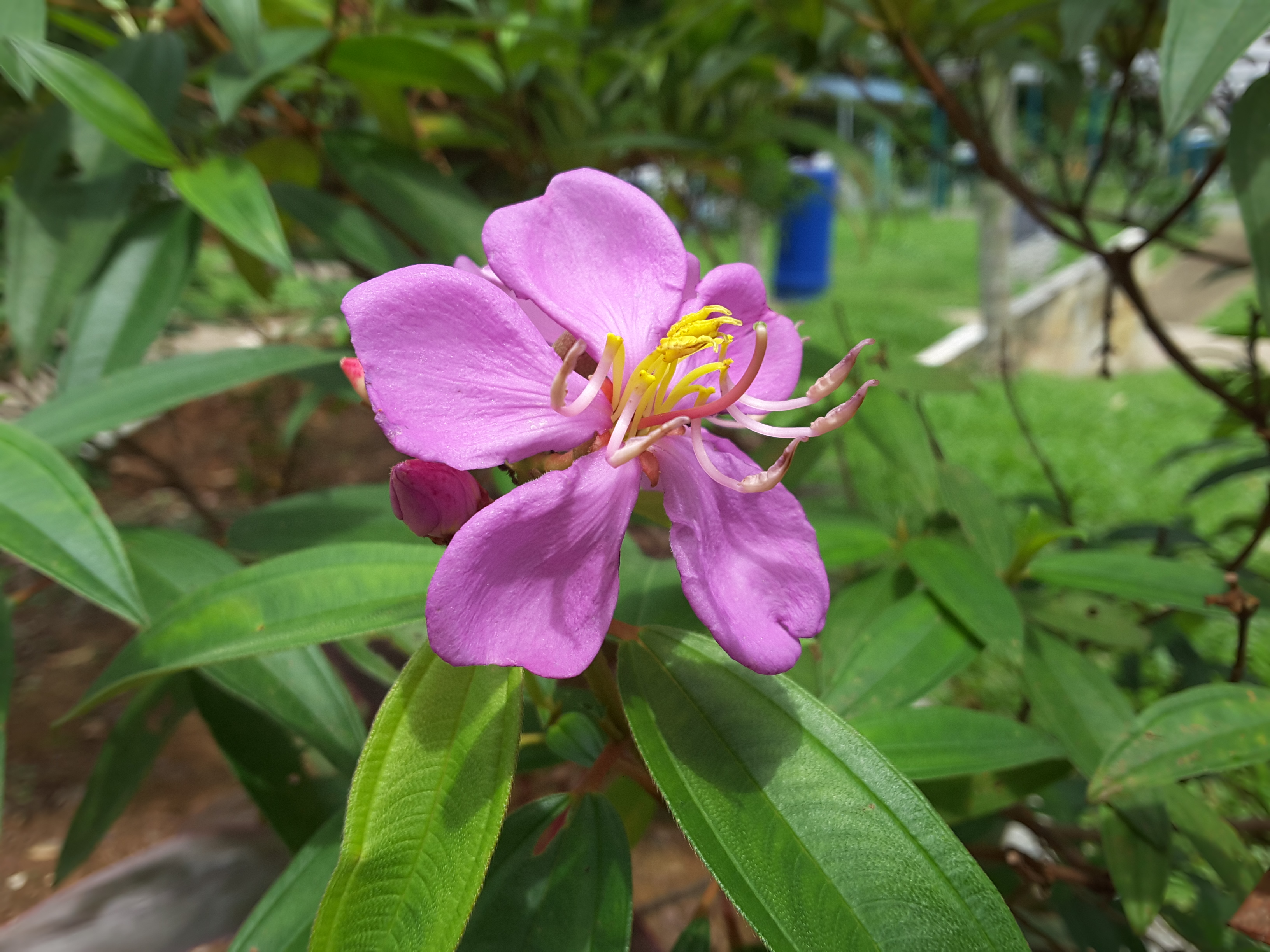
印度野牡丹 Melastoma malabathricum
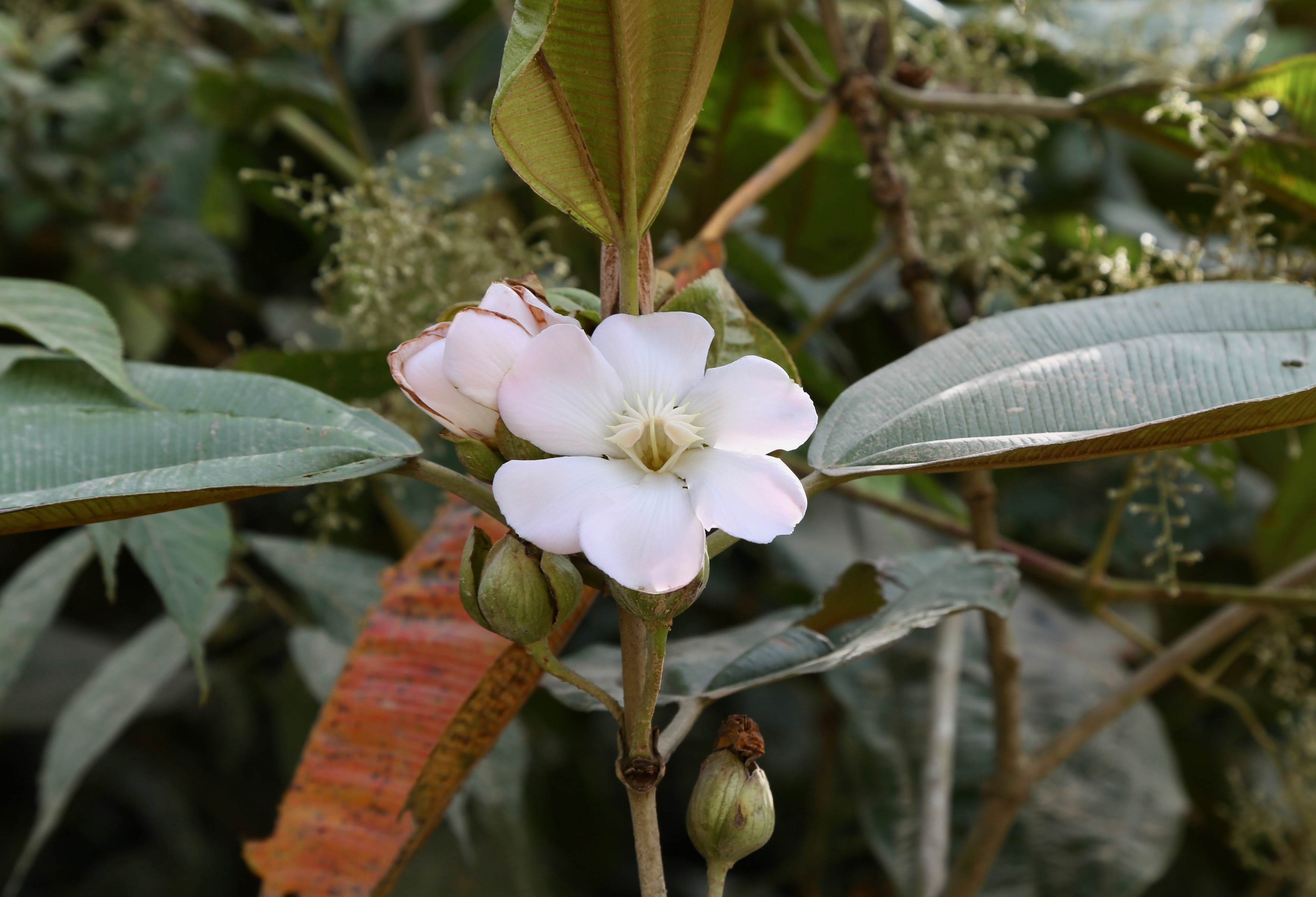
杯碟花属 Blakea oldemanii
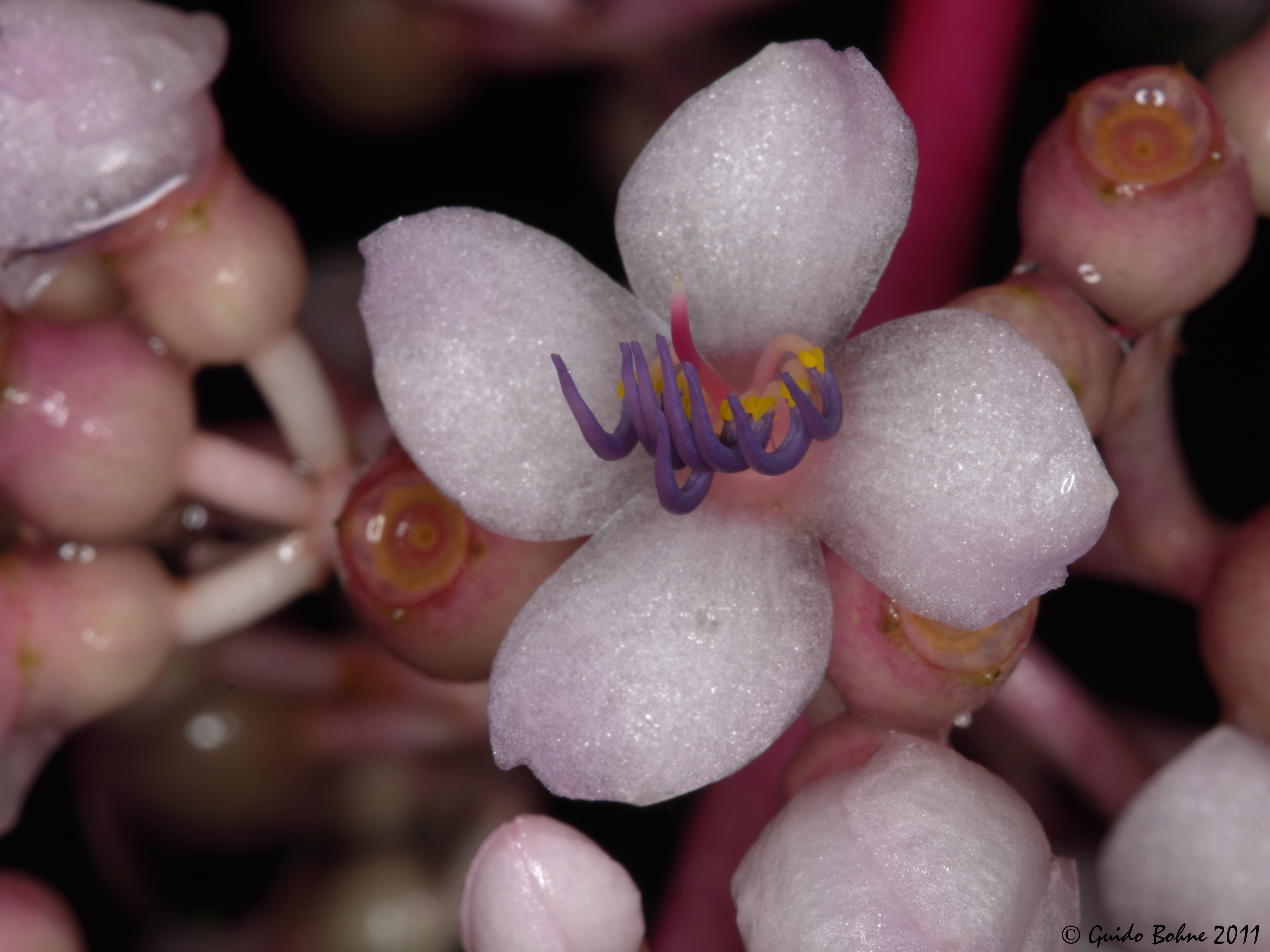
美丁花属 Medinilla sp.
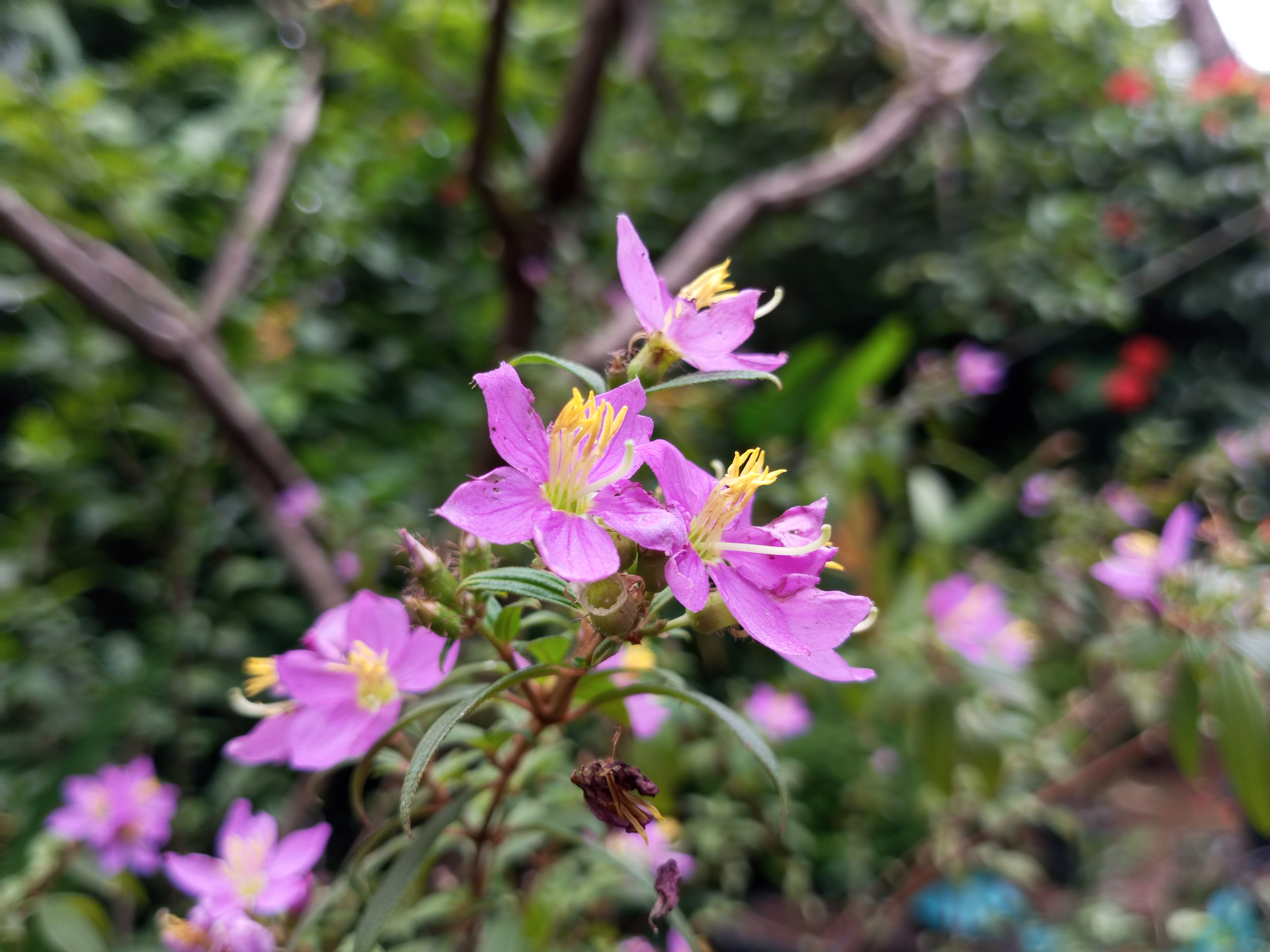
八药金锦香 Osbeckia octandra
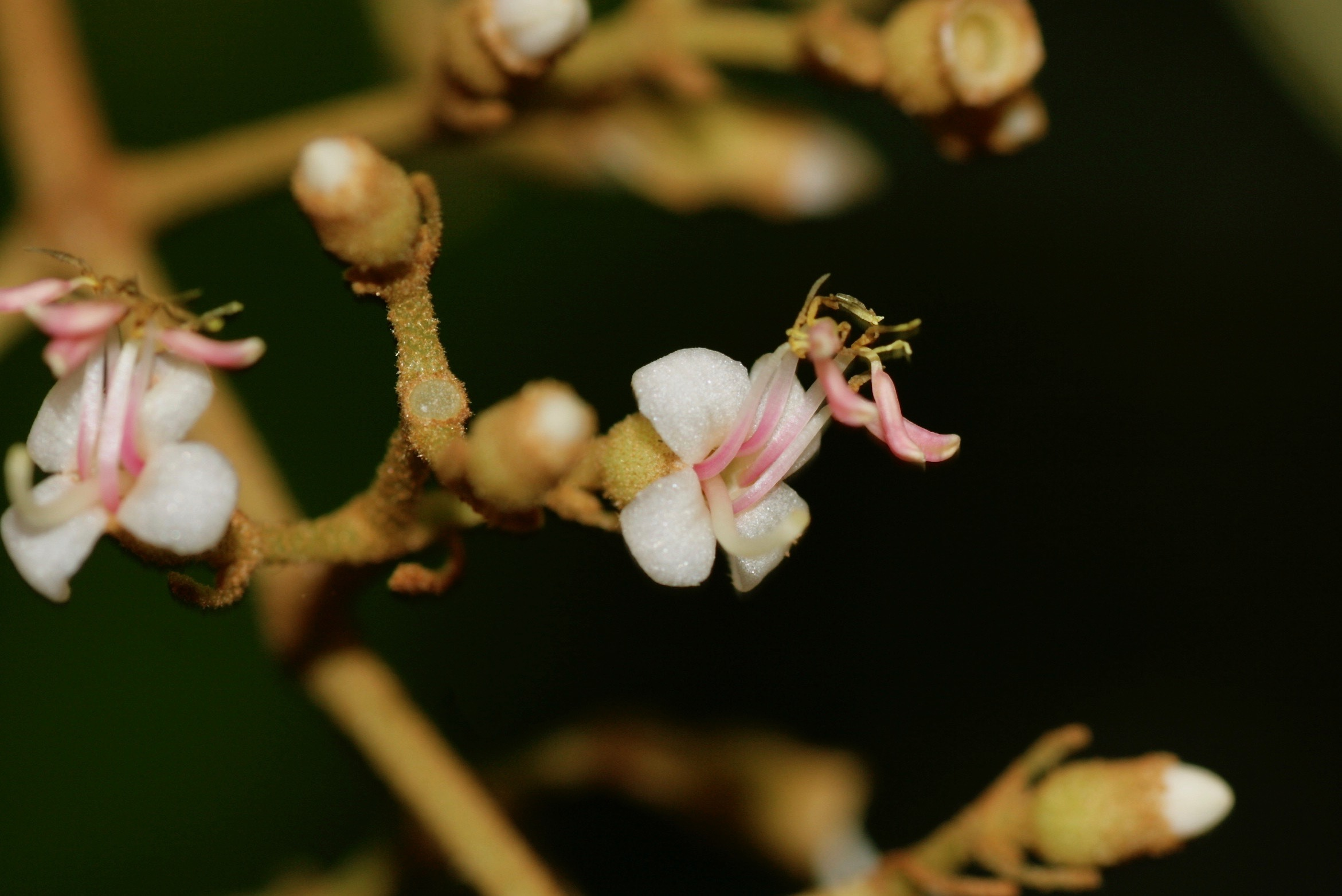
双唇藤牡丹 Dissochaeta biligulata
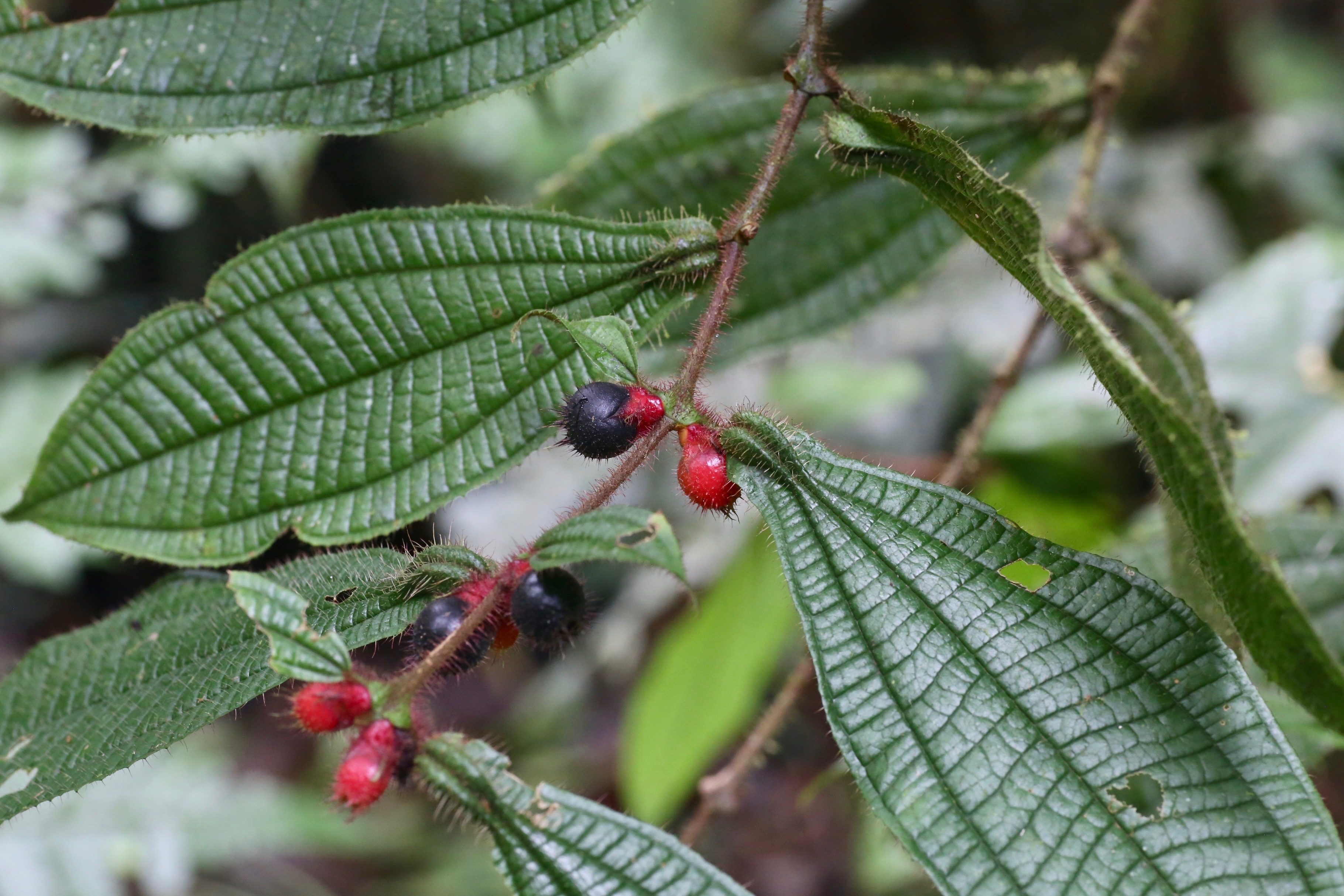
圭亚那金樱绢木 Maieta guianensis
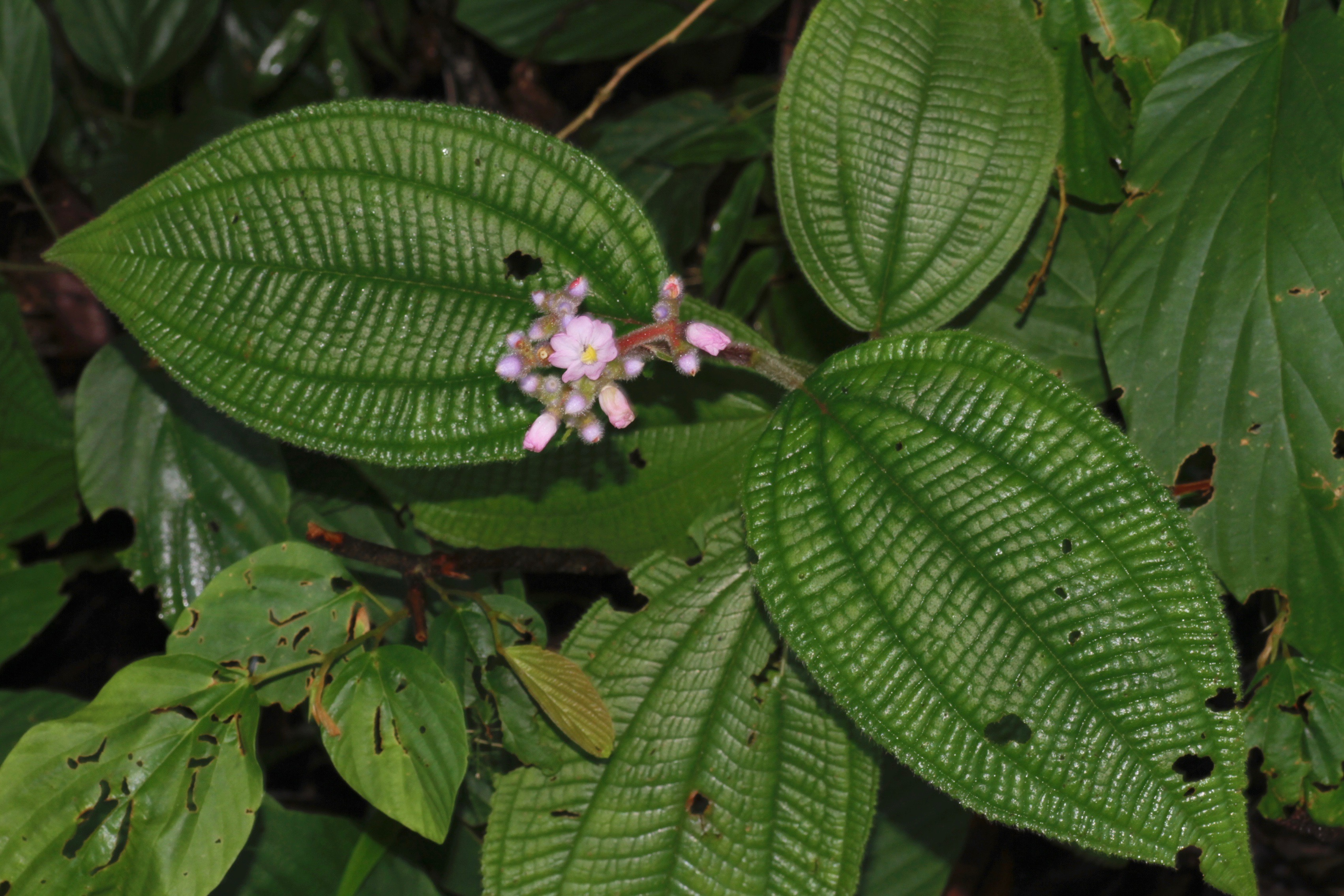
丽蜗绢木 Miconia conospeciosa
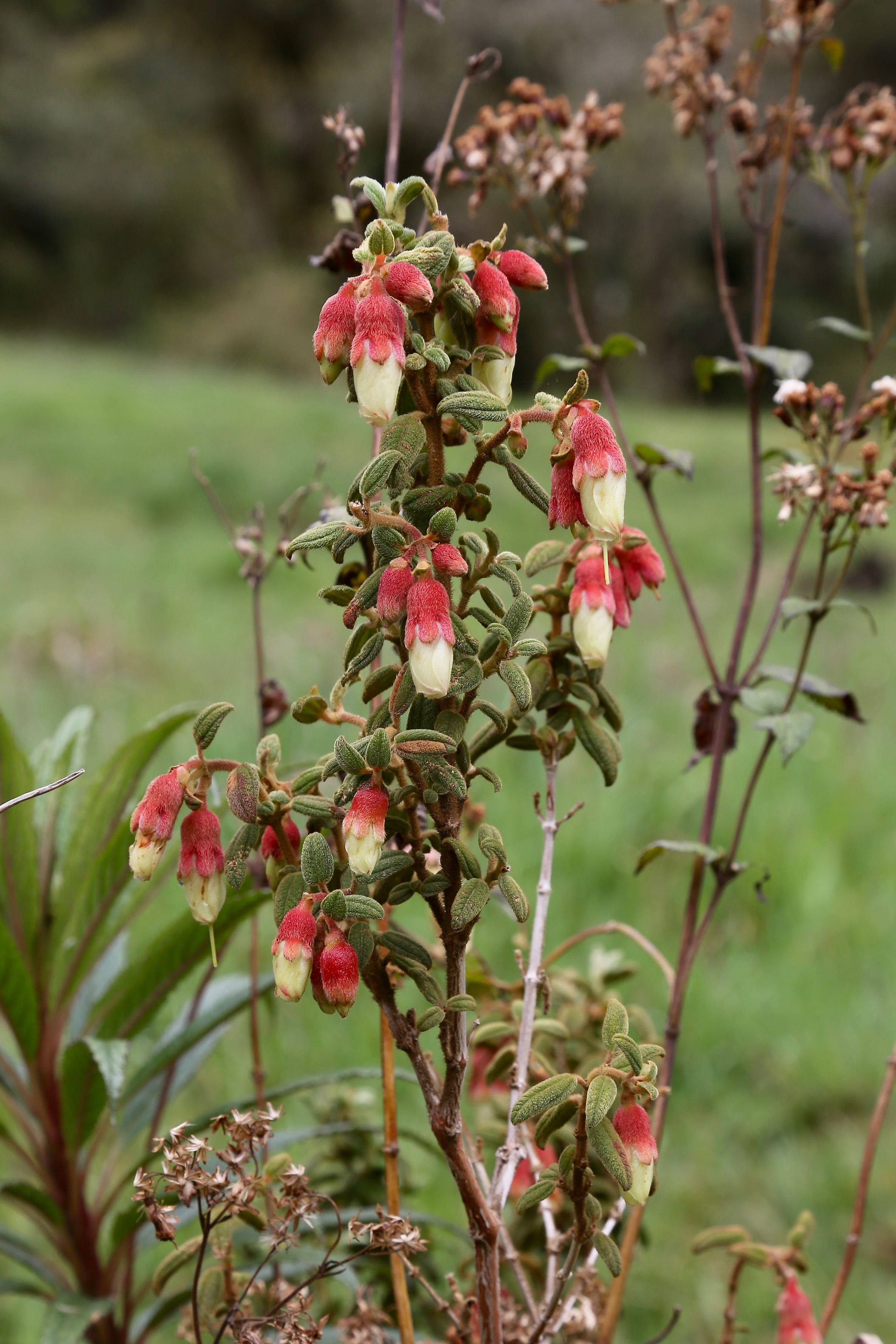
杜香叶锦铃丹 Brachyotum ledifolium
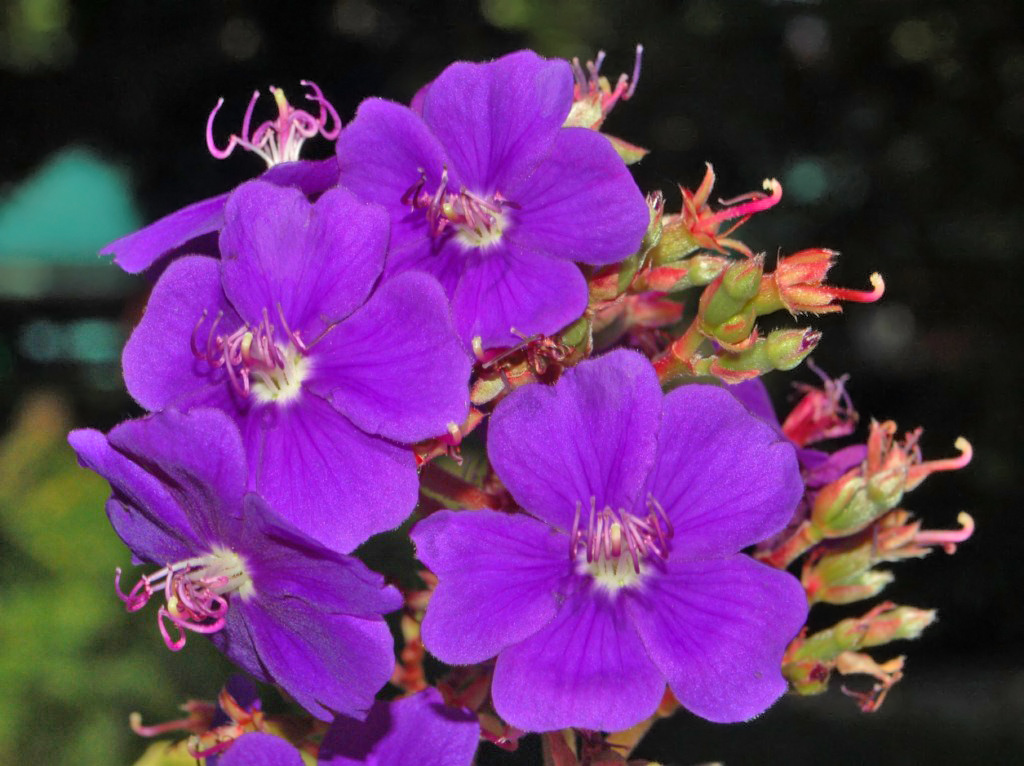
银毛野牡丹 Pleroma heteromallum
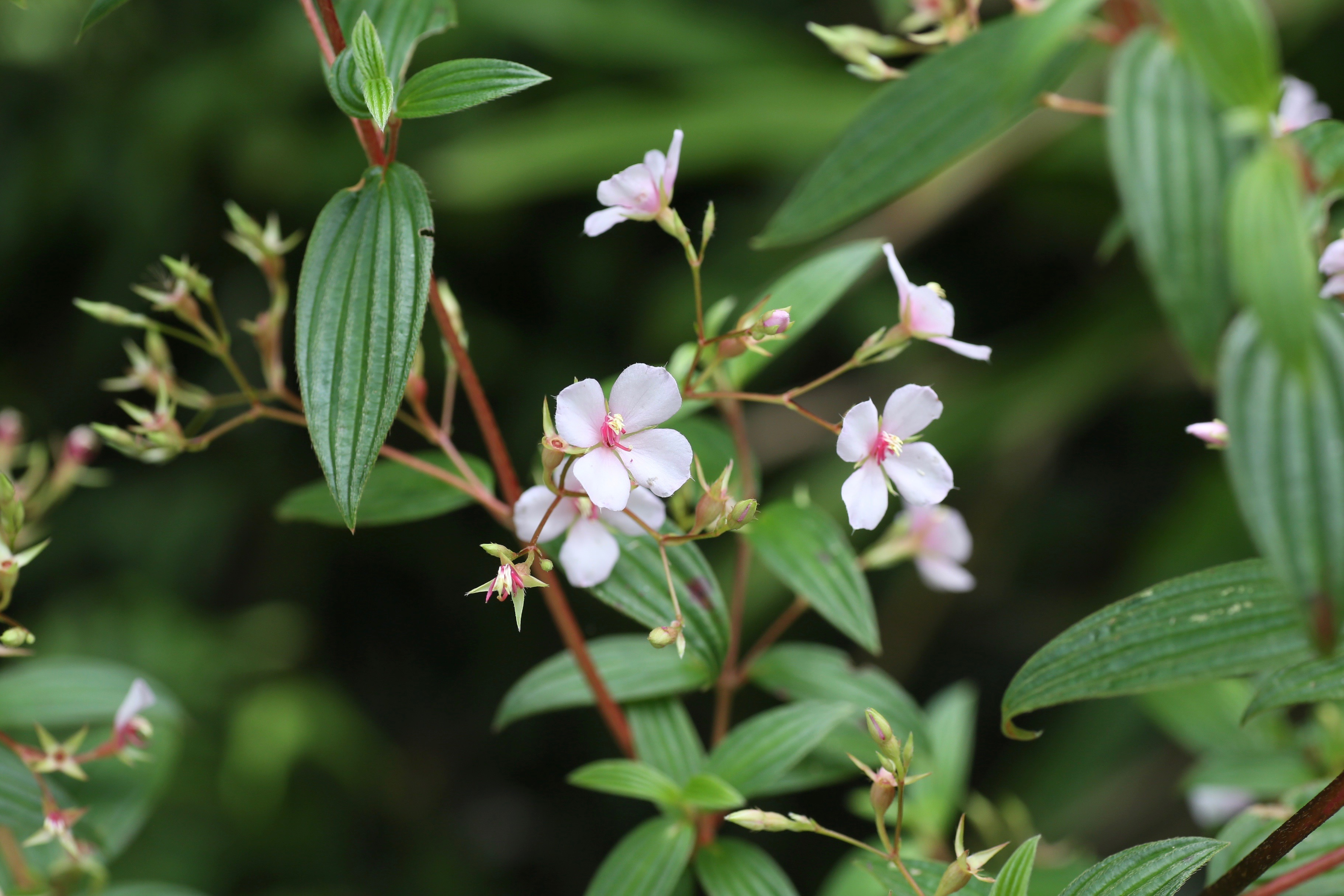
线叶异芸丹 Monochaetum lineatum

## 下级分类
本科包括以下属：